# Грабово (Львовская область)
Грабово (укр. Грабово) — село в Золочевской городской общине Золочевского района Львовской области Украины.
Население по переписи 2001 года составляло 33 человека. Занимает площадь 0,149 км². Почтовый индекс — 80713. Телефонный код — 3265.